# Boedelverdeling
Boedelverdeling of boedelscheiding is een begrip uit het burgerlijk recht. Er wordt mee bedoeld de verdeling tussen de eigenaren van een zaak of een boedel die in gezamenlijke eigendom is, de mede-eigenaren worden deelgenoten genoemd. Met boedel wordt hier niet inboedel bedoeld, alle goederen die zich in een woning of bedrijfspand bevinden, maar het geheel van bezittingen en schulden van een goederengemeenschap, zowel goederen, zaken, geldsommen en vorderingen als immateriële waarden, bijvoorbeeld een handelsmerk, websitenaam en digitale bezittingen. Bij de verdeling wordt door de deelgenoten bepaald wie welke goederen uit de gemeenschap verkrijgt, eventueel tegen verrekening van de over- of onderwaarde met de anderen, en welke goederen verkocht moeten worden en de opbrengst ervan verdeeld. Basis voor de verdeling is de voorafgaande boedelbeschrijving met bepaling van de waarde die aan de goederen en rechten uit de gemeenschap moet worden toegekend. De Nederlandstalige Wikipedia kent meerdere artikelen over het onderwerp.